# Setaria yunnanensis
Setaria yunnanensis är en gräsart som beskrevs av Keng f. och K.D.Yu. Setaria yunnanensis ingår i släktet kolvhirser, och familjen gräs. Inga underarter finns listade i Catalogue of Life.